# Sibelius-Halle
Die Sibelius-Halle ist eine Konzert- und Kongresshalle in Lahti, Finnland benannt nach dem finnlandschwedischen Komponisten Jean Sibelius. Die aus Holz konstruierte Halle wurde im März 2000 fertiggestellt und hat 1.250 Plätze. Die Architekten sind Hannu Tikka und Kimmo Lintula, die Akustik wurde von Artec Consultants, New York gestaltet. Die Idee für die Halle entstand aus einem Architekturwettbewerb, welcher das Einbinden eines 1907 erbauten alten Sägewerkes in den Neubau beinhaltete.
Die Halle ist Spielort des finnischen Orchesters Sinfonia Lahti.

## Bilder

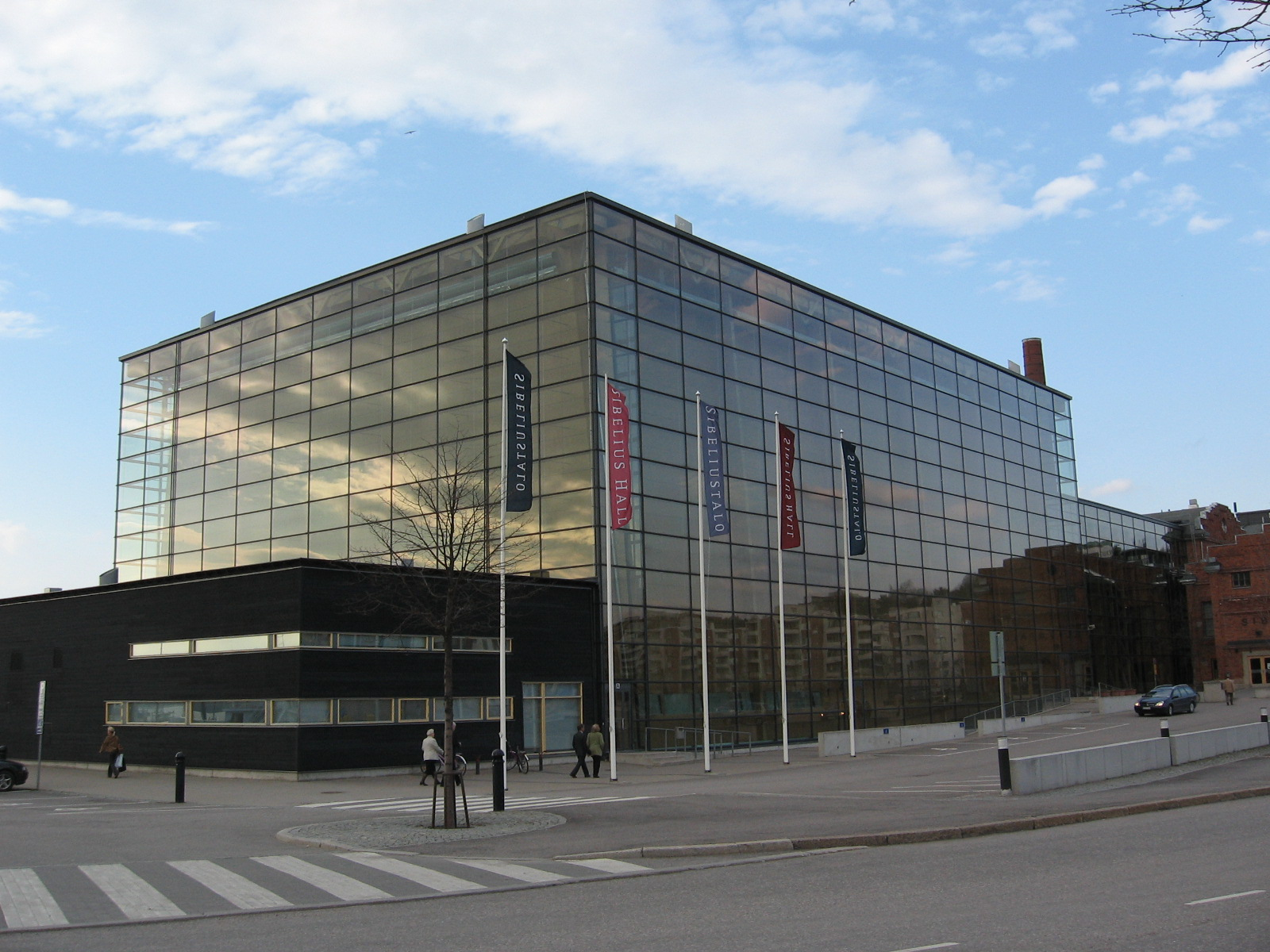
Sibelius-Halle
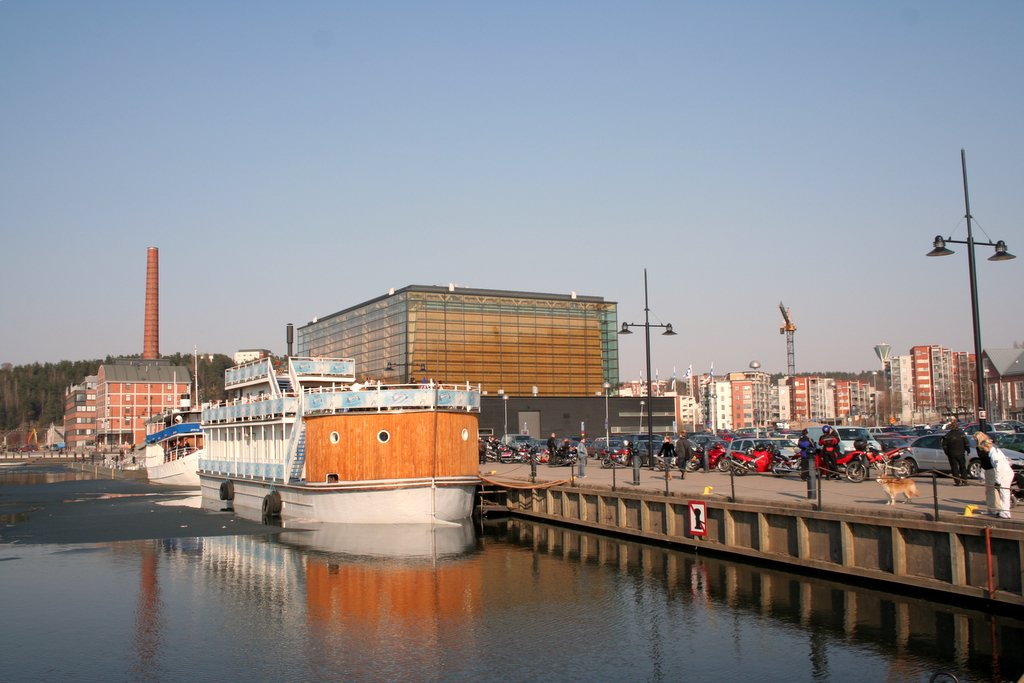
Sibelius-Halle
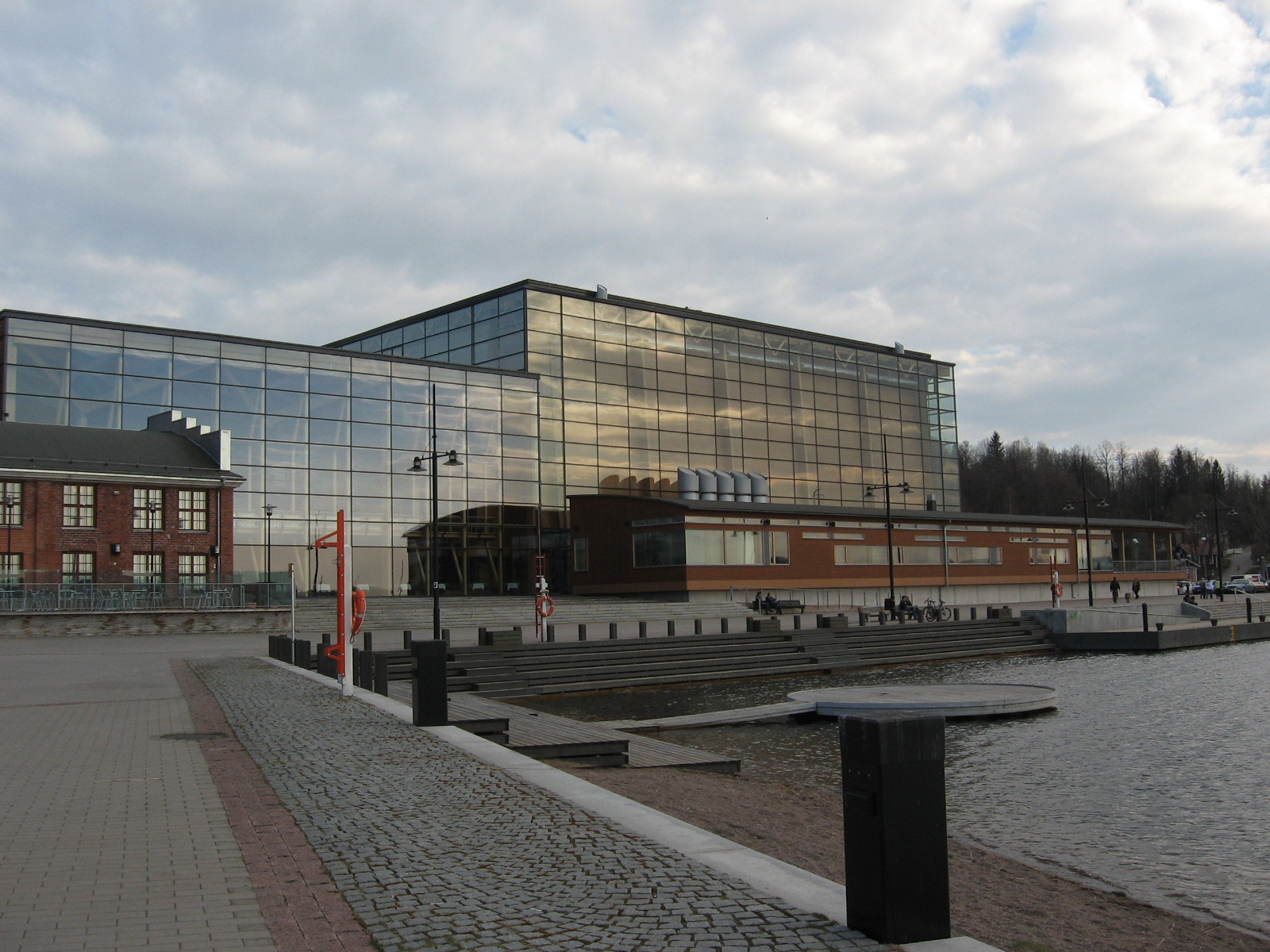
Sibelius-Halle, Nordwestseite